# Helicophagus typus
Helicophagus typus är en fiskart som beskrevs av Bleeker, 1858. Helicophagus typus ingår i släktet Helicophagus och familjen Pangasiidae. Inga underarter finns listade i Catalogue of Life.